# Amore che vieni, amore che vai (film)
Amore che vieni, amore che vai è un film italiano del 2008, diretto da Daniele Costantini e liberamente tratto dal romanzo Un destino ridicolo di Fabrizio De André e Alessandro Gennari. Il titolo è ispirato all'omonimo brano musicale.

## Trama
Nella Genova del 1963, Carlo, un barista, viene licenziato per aver aiutato la prostituta Luciana a salvarsi dall'aggressione del suo protettore. In seguito la ragazza gli propone di diventare il pappone di lei e di altre due colleghe. Pertanto Carlo chiede – e, dopo un'iniziale ostilità, ottiene – il beneplacito di sua madre Lina per questo suo nuovo lavoro.
Allo stesso tempo Carlo si innamora di Maritza, una ragazza arrivata di recente in città.
Mentre Salvatore, un sardo appena uscito di galera, s'innamora a sua volta di una delle protette di Carlo, i due si trovano a commettere un colpo grosso per conto di Bernard, uno dei boss malavitosi della zona.
Il giorno dopo aver intercettato e sottratto con astuzia un carico di contrabbando travestendosi da carabinieri, Carlo e Bernard trovano Salvatore cadavere e si accorgono che il carico è stato rubato.
Carlo nel frattempo va fuori di testa, dato che non riesce più a trovare la sua Maritza, e inizia a sospettare tutti del suo rapimento.
A sorpresa, si scopre che a impossessarsi del malloppo è stato Salvatore, che ha colto l'occasione per uccidere un suo fratello gemello a causa del quale aveva scontato cinque anni di prigione.
Durante la fuga in treno insieme con la sua amante Salvatore però ha un rimorso, confessa il furto e l'omicidio a quello che erroneamente ritiene sia un prete incontrato nello scompartimento, ne riceve l'assoluzione e gli dona tutto il denaro rubato.